# ジョージ・エズラ
ジョージ・エズラ・バーネット（George Ezra Barnett, 1993年6月7日 - ）は、イギリスのシンガーソングライター。EPs, Did You Hear the Rain? , CassyO' , をリリース後、ヒットシングルである　Budapest をリリースし、これはオーストラリア、ベルギー、ニュージーランド、チェコなど複数の国でトップ10入りを果たしている。最新アルバムは gold rush kid（2023年10月8日現在）。

## 略歴
ハートフォードシャーのハートフォードに生まれ、Bengeo、Primary School の後に Simon Balle School に通った。2011年、Bristol and Irish Modern Music Institute に通うためにブリストルへ移る。教師の親のもとに生まれており 、彼の兄弟である Ethan Barnett も Ten Tonnes という名でシンガーソングライターとして活動している。2014年に発表したファーストアルバム『 Wanted On Voyage 』は全英チャート週間1位を複数回獲得している。英俳優イアン・マッケランと「Listen to the Man」のミュージックビデオにおいて共演を果たしている。
エズラは、彼の音楽に最も影響を与えた人物として、ボブ・ディラン と ウディ・ガスリー の2人を挙げている。BBCラジオ1のDJである Zane Lowe は、彼を「今最も注目すべき、力のあるボーカリストの一人だ。」と評価している。青年時代のボブ・ディランへの心酔は、彼を初期アメリカン・フォークやブルースの探求へと駆り立てた。エズラは Lead Belly の楽曲を聴き、まねして彼のように歌おうとしていたという。彼の独特のバリトンボイスは、the Gramophone Rings からは「ブリストルの21歳の青年というよりも、むしろ、アラバマのえび釣り船の漁師のような声だ」と評され、その風貌とのギャップも魅力的である。
エズラがその名声を得る前、ファンとの交流を盛んにするために「Petan」という語を作った。これは主にTwitterや彼のツアーで使用され、この言葉が印刷された商品を公式に発売した。2015年3月のボストンでのインタビューで、この造語はとことんナンセンスであったと語っている。「これは僕と友達が作ったもので、良くも悪くも、ただの言葉だよ。当時僕らは18歳で、本当にまぬけで幼稚だったけど、たしかに苦しい日々を生き抜いていたんだ。」
また、2018年2月12日より Podcast の配信も行っている。「George Ezra & Friends」という題目で４５分間他アーティストと様々な内容についてトークをしている。初回はエド・シーラン、第二回はラグンボーン・マンであった。
公式グッズに関しては、日本からの注文にはまだ対応しておらず、Amazon などで販売されているCDを除いては直接購入することができない。ツアーに関しても先日スケジュールが発表されたが日本での公演は今のところ予定されていない。

## ディスコグラフィー

### アルバム
| 年   | タイトル            | アルバム詳細 | チャート最高位 | チャート最高位 | チャート最高位 | チャート最高位 | チャート最高位 | チャート最高位 | チャート最高位 | チャート最高位 | チャート最高位 | チャート最高位 | 認定 |
| 年   | UK                  | AUS | AUT            | BEL            | CAN            | GER            | IRE            | NZ             | SWI            | US             |                |                | |
| ---- | ------------------- | --- | -------------- | -------------- | -------------- | -------------- | -------------- | -------------- | -------------- | -------------- | -------------- | -------------- | --- |
| 2014 | Wanted on Voyage    | - 発売日: 2014年6月30日 - レーベル: Columbia - フォーマット: CD, LP, digital download - 全英売上: 124.4万枚        | 1              | 4              | 9              | 13             | 19             | 8              | 5              | 4              | 6              | 19             | - UK: 4× プラチナ - AUS: プラチナ - CAN: プラチナ - GER: ゴールド - NZ: プラチナ - SWI: ゴールド - US: ゴールド |
| 2018 | Staying at Tamara's | - 発売日: 2018年3月23日 - レーベル: Columbia - フォーマット: CD, LP, cassette, digital download - 全英売上: 10万枚 | 1              | 7              | 6              | 23             | 22             | 10             | 2              | 8              | 6              | 68             | - UK: ゴールド                                                                                                  |